# 太四子 (音楽グループ)
太四子（テサジャ、태사자）は、韓国にて1990年代後半から2000年代初頭にかけて活動していた男性4人組アイドルグループ。韓国アイドル界第1世代。
グループ名は三国志の太史慈の音にあやかり、同音異字の太四子と名付けた。
ファンクラブもしくはファンの総称は『천우운풍(天雨雲風)』。応援用風船の色は青。

## 沿革
1997年10月、正規1集「태사자(太四子)」を発表、タイトル曲「道(도)」でデビュー。同時絶大な人気を誇っていた若手女優キム・ヒソンと同じ事務所ということで話題になった。
衣装は当時男性アイドルグループの主流であったヒップホップ調ファッションではなく、ダンディーな王子様コンセプトでスーツを主に使用していた。
コンスタントに毎年正規アルバムを発表していたが、2000年の正規4集と2001年のベストアルバムを最後に解散した。

## メンバー
- 金亨埈(キム・ヒョンジュン) 生年月日：1977年5月4日
- 李東錀(イ・ドンユン) 生年月日：1978年5月25日　米国にて飲食店経営
- 朴峻奭(パク・ジュンソク) 生年月日：1978年10月30日 現在俳優として活動
- 金永珉(キム・ヨンミン) 生年月日：1980年1月10日

## アルバム
- 正規1集「태사자(太四子)」（1997年10月）
- 正規2集「태사자(太四子) 이(二))」（1998年7月）
- 正規3集「2000-1」（1999年7月）
- 正規4集「도약(跳躍)」（2000年6月）
- ベスト「太四子Forever History」（2001年）